# 2024年世界水泳選手権ルワンダ選手団
2024年世界水泳選手権ルワンダ選手団は、2024年2月2日から2月18日までカタールのドーハで開催された第21回世界水泳選手権のルワンダ選手団、およびその競技結果。

## 選手団
- 人員: 選手 3人

## 選手名簿・結果
| 選手                 | 種目              | 予選      | 予選  | 準決勝   | 準決勝   | 決勝     | 決勝     |
| 選手                 | 種目              | 結果      | 順位  | 結果     | 順位     | 結果     | 順位     |
| -------------------- | ----------------- | --------- | ----- | -------- | -------- | -------- | -------- |
| セドリック・ニイビジ | 男子50m自由形     | 25秒12    | 80位  | 予選敗退 | 予選敗退 | 予選敗退 | 予選敗退 |
| セドリック・ニイビジ | 男子100m自由形    | 56秒64    | 92位  | 予選敗退 | 予選敗退 | 予選敗退 | 予選敗退 |
| オスカー・ペール     | 男子50m背泳ぎ     | 27秒79    | 39位  | 予選敗退 | 予選敗退 | 予選敗退 | 予選敗退 |
| オスカー・ペール     | 男子100m背泳ぎ    | 1分03秒56 | 53位  | 予選敗退 | 予選敗退 | 予選敗退 | 予選敗退 |
| ネーマ・ニラビエンダ | 女子50m自由形     | 34秒22    | 103位 | 予選敗退 | 予選敗退 | 予選敗退 | 予選敗退 |
| ネーマ・ニラビエンダ | 女子50mバタフライ | 36秒27    | 55位  | 予選敗退 | 予選敗退 | 予選敗退 | 予選敗退 |